# Isosorbide mononitrato
L'isosorbide mononitrato è un principio attivo di indicazione specifica per il trattamento delle forme di angina pectoris. Tale composto appartiene alla classe di medicinali noti come “nitrati organici”. Dal punto di vista chimico, questi farmaci sono esteri di alcoli organici e acido nitrico, e non sono molto stabili.

## Indicazioni terapeutiche
È utilizzato come medicinale in cardiologia la profilassi ed il trattamento delle forme di angina pectoris, Oltre che per il trattamento del post-infarto miocardico. Inoltre viene utilizzato come terapia di mantenimento dell'insufficienza cardiaca congestizia cronica. 
Può essere somministrato in associazione a cardiotonici e diuretici.

## Modalità di somministrazione
La migliore somministrazione di questo farmaco è rappresentata dalla via sublinguale, questa permette un assorbimento rapido (1-5 minuti). D'altro canto può anche essere somministrato tramite infusione, con spray orali, cerotti transdermici e pomate.

## Forma farmaceutica
Il farmaco si presenta come una compressa bianca, rotonda, piatta. Presenta una linea di incisione sulla superficie per poter essere divisa in parti uguali e viene somministrato per via sublinguale.

## Meccanismo d’azione
L’isosorbide mononitrato rappresenta il metabolita attivo dell’isosorbide dinitrato ed entrambi vengono utilizzati per prevenire in particolar modo l’angina pectoris. L'effetto farmacologico è dovuto al rilassamento della muscolatura liscia vasale con conseguente vasodilatazione periferica, in particolar modo nel comparto venoso.
Il precarico cardiaco viene, quindi, ridotto a causa della vasodilatazione venosa, mentre l’effetto vasodilatatore sulle arterie comporta una minore resistenza vascolare sistemica nel postcarico, oltre che ad una diminuzione della pressione sistolica.
Dal punto di vista chimico l’isosorbide mononitrato arriva direttamente al muscolo liscio vasale dove viene convertito in ossido nitrico. Quest’ultimo agisce come messaggero cellulare portando all’attivazione della guanilato ciclasi e all’aumento di GMP ciclico, con conseguente blocco dell'ingresso di ioni calcio nelle cellule. L’effetto finale è, dunque, una sistemica inibizione della contrazione dei vasi. 
Da sottolineare anche l'effetto antiaggregante piastrinico dovuto proprio all'aumento di GMP ciclico all'interno delle piastrine.

## Farmacocinetica
L'isosorbide mononitrato è assorbito dal tratto gastrointestinale; la somministrazione è orale e non subisce alcun effetto di primo passaggio. Il picco plasmatico è fra 1 ora e 1 ora e mezza dopo la somministrazione; l'emivita è di circa 5 ore per questo motivo viene definito un nitrato a lunga durata d'azione. 
Questa molecola viene eliminata tramite le urine come glucuronato.
I nitrati organici non possono essere considerati composti stabili, infatti anche in presenza di umidità subiscono idrolisi della funzione esterea.

## Controindicazioni
Ipersensibilità specifica ai nitrati in genere, ipotensione, ipovolemia, stenosi aortica, stenosi mitralica, tamponamento cardiaco, anemia, cardiomiopatia ipertrofica istruttiva.

## Interazioni con altri farmaci e altre forme di interazione
È sconsigliata l'assunzione congiunta di isosorbide mononitrato con altri farmaci antipertensivi (β-bloccanti, calcio antagonisti, vasodilatatori) e con prodotti contenenti inibitori della fosfodiesterasi (Sildenafil). In particolare si segnalano le seguenti interazioni farmacologiche:
- Sildenafil: può potenziare l’effetto vasodilatatorio dell’Isosorbide Mononitrato con possibili gravi effetti collaterali, come sincope e infarto miocardico.
- Fenilalchilammine Calcio antagonisti: l’aggiunta di un bloccante dei canali del calcio (come verapamile), in terapia associata ad Isosorbide mononitrato a rilascio prolungato, può migliorare i parametri funzionali del ventricolo di sinistra.
- Propranololo: l’aggiunta di isosorbide al trattamento con Propranololo in pazienti con cirrosi e ipertensione portale, ha dimostrato una significativa riduzione delle pressione portale stessa e del flusso sanguigno epatico, oltre che riduzione della pressione arteriosa. Questi effetti si sono evidenziati specialmente in pazienti per i quali il Propranololo non era sufficiente come farmaco singolo.

Da sottolineare, anche, il potenziamento dell'effetto vasodilatatore del farmaco se assunto con alcool.
Brunton fu il primo a comprendere che ciò portava alla diminuzione del dolore toracico (l'angina pectoris), ma dosi ancora più elevate possono al contrario compromettere la perfusione coronarica.

## Effetti collaterali
Quando si fa uso prolungato dei "Nitrati organici" è necessario considerare tolleranza e ricadute cliniche. In questo caso la tolleranza è associata alla perdita di gruppi tiolici necessari per l'attivazione della nitroglicerina. Inoltre, come effetti collaterali, possono insorgere cefalea, ipossiemia, vertigini, nausea, trombocitopenia, vomito, ipotensione, rash, tachicardia.
In particolare, studi clinici hanno confermato che tra i pazienti trattati con Isosorbide mononitrato si è riscontrata cefalea sino al 30% dei casi (ma in rapida diminuzione con il proseguire della terapia); stanchezza, disturbi gastrointestinali e disturbi del sonno nel 6% dei casi; ipotensione e nausea rispettivamente nel 4% e 1% dei casi.
Ad ogni modo, nell'eventuale comparsa di effetti avversi alla terapia, si consiglia sempre di fare riferimento al primo medico curante o al proprio farmacista.